# Depresión resistente al tratamiento
La depresión resistente al tratamiento (TRD) o depresión refractaria al tratamiento es un término usado en psiquiatría clínica para describir casos de trastorno depresivo mayor (TDM) que no ha respondido adecuadamente a dos antidepresivos que han sido utilizados en las dosis y tiempo adecuados.
Las definiciones de depresión resistente al tratamiento varían, y no incluyen la resistencia a las terapias psicológicas. La respuesta inadecuada se ha definido más comúnmente como una reducción inferior al 50% de los síntomas depresivos tras el tratamiento con al menos un medicamento antidepresivo, aunque las definiciones varían ampliamente. Algunos factores que contribuyen a un tratamiento inadecuado son: antecedentes de experiencias adversas repetidas o graves en la infancia, interrupción precoz del tratamiento, dosis insuficiente de medicación, incumplimiento por parte del paciente, diagnóstico erróneo, deterioro cognitivo, bajos ingresos y otras variables socioeconómicas, y afecciones médicas concurrentes, incluidos trastornos psiquiátricos comórbidos.
En el abordaje de este cuadro esta descrito la potenciación con estabilizadores del ánimo como el litio, levotiroxina o antipsicóticos atípicos como la olanzapina y el aripiprazol. Los inhibidores de la monoamino oxidasa (IMAO) son considerados muy efectivos para ciertos tipos de depresión resistente. Sin embargo, estos últimos no están disponibles en todos los países. 

## Factores de riesgo

### Trastornos psiquiátricos comórbidos
Los trastornos psiquiátricos comórbidos suelen pasar desapercibidos en el tratamiento de la depresión. Si no se tratan, los síntomas de estos trastornos pueden interferir tanto en la evaluación como en el tratamiento. Los trastornos de ansiedad son uno de los tipos de trastornos más comunes asociados a la depresión resistente al tratamiento. Ambos trastornos suelen coexistir y presentan algunos síntomas similares. Algunos estudios han demostrado que los pacientes con trastorno depresivo mayor y trastorno de pánico son los más propensos a no responder al tratamiento. El abuso de sustancias también puede ser un factor predictivo de la depresión resistente al tratamiento. Puede hacer que los pacientes deprimidos no cumplan el tratamiento, y los efectos de ciertas sustancias pueden empeorar los efectos de la depresión. Otros trastornos psiquiátricos que pueden predecir una depresión resistente al tratamiento son el trastorno por déficit de atención con hiperactividad, los trastorno de la personalidad, el trastorno obsesivo-compulsivo y los trastornos alimentarios.

### Trastornos médicos comórbidos
Algunas personas a las que se les diagnostica depresión resistente al tratamiento pueden tener una enfermedad subyacente no diagnosticada que esté causando o contribuyendo a su depresión. Los trastornos endocrinos, como el hipotiroidismo, la enfermedad de Cushing y la enfermedad de Addison, se encuentran entre los más comúnmente identificados como factores que contribuyen a la depresión. Otros son la diabetes, la enfermedad coronaria, el cáncer, el VIH y la enfermedad de Parkinson. Otro factor es que los medicamentos utilizados para tratar trastornos médicos comórbidos pueden disminuir la eficacia de los antidepresivos o causar síntomas de depresión.

### Ciertos tipos de depresión
Las personas con depresión que también presentan síntomas psicóticos como delirios o alucinaciones tienen más probabilidades de ser resistentes al tratamiento. Otro rasgo depresivo que se ha asociado a una mala respuesta al tratamiento es la mayor duración de los episodios depresivos. Por último, las personas con trastorno depresivo mayor y las que tienen tendencias suicidas tienen más probabilidades de no responder al tratamiento antidepresivo.

## Tratamiento

### Medicación
Existen tres categorías básicas de tratamiento farmacológico que pueden utilizarse cuando un tratamiento con medicamentos resulta ineficaz. Una opción es cambiar al paciente de medicación. Otra opción es añadir un medicamento al tratamiento actual del paciente. Esto puede incluir la terapia combinada: la combinación de dos tipos diferentes de antidepresivos, o la terapia de aumento: la adición de un medicamento no antidepresivo que puede aumentar la eficacia del antidepresivo.

#### Antidepresivos

##### Aumento de la dosis
Aumentar la dosis de un antidepresivo es una estrategia habitual para tratar la depresión que no responde tras una duración adecuada del tratamiento. Los profesionales que utilizan esta estrategia suelen aumentar la dosis hasta que la persona refiere efectos secundarios intolerables, se eliminan los síntomas o se aumenta la dosis hasta el límite de lo que se considera seguro.

##### Cambio de antidepresivos
Los estudios han mostrado una gran variabilidad en la eficacia de cambiar de antidepresivo, con entre un 25 y un 70% de personas que responden a un antidepresivo diferente. Existe apoyo para la eficacia de cambiar a las personas a un ISRS diferente; el 50% de las personas que no respondieron después de tomar un ISRS respondieron después de tomar un segundo tipo. También puede ser eficaz cambiar a las personas con depresión resistente al tratamiento a otra clase de antidepresivos. Las personas que no responden tras tomar un ISRS pueden responder a la moclobemida, los antidepresivos tricíclicos, al bupropión o a un inhibidores de la monoamino oxidasa (IMAO).

#### Otras medicaciones
Los medicamentos que han demostrado ser eficaces en personas con depresión resistente al tratamiento son el litio, la Triyodotironina, las benzodiazepinas, los antipsicóticos atípicos y los estimulantes. La adición de litio puede ser eficaz en personas que toman algunos tipos de antidepresivos; no parece ser eficaz en pacientes que toman ISRS. La triyodotiroxina (T3) es un tipo de hormona tiroidea y se ha asociado con la mejora del estado de ánimo y los síntomas de la depresión. Las benzodiazepinas pueden mejorar la depresión resistente al tratamiento al disminuir los efectos secundarios adversos causados por algunos antidepresivos y, por tanto, aumentar el cumplimiento terapéutico del paciente.

### Tratamientos psiquiátricos físicos

#### Terapia electroconvulsiva
El uso de terapia electroconvulsiva tiene un muy amplio respaldo científico al más alto nivel de evidencia, y ha demostrado ser un procedimiento rápido, seguro y con muy baja incidencia de complicaciones en el tratamiento de estos pacientes, que se asocia con una reducción significativa de los síntomas, además de la reducción del riesgo de suicidio, con un efecto más sólido que la terapia con antidepresivos orales.

#### Estimulación magnética transcraneana
La EMTr (estimulación magnética transcraneana repetitiva) se está reconociendo gradualmente como una valiosa opción terapéutica en la depresión resistente al tratamiento. Varios ensayos aleatorios controlados con placebo han comparado la EMTr real con la simulada. Estos ensayos han demostrado sistemáticamente la eficacia de este tratamiento contra la depresión mayor. También se han realizado varios metaanálisis de prueba controlada aleatorizada que confirman la eficacia de la EMTr en la depresión mayor resistente al tratamiento, así como estudios naturalistas que demuestran su eficacia en entornos clínicos del "mundo real".
La EMTd (estimulación magnética transcraneana profunda) es una continuación de la misma idea que la EMTr, pero con la esperanza de que una estimulación más profunda de las zonas subcorticales del cerebro produzca un mayor efecto. Una revisión sistemática y una evaluación de tecnologías sanitarias realizadas en 2015 hallaron que faltaban pruebas para recomendar el método en lugar de la terapia electroconvulsiva o la EMTr, porque se habían publicado muy pocos estudios.

### Psicoterapia
Existen escasas pruebas sobre la eficacia de la psicoterapia en casos de depresión resistente al tratamiento. Sin embargo, una revisión de la bibliografía sugiere que puede ser una opción de tratamiento eficaz. La psicoterapia puede ser eficaz para tomar consciencia y eliminar comportamientos reflejo que pueden contribuir al estrés que provoca los síntomas depresivos.
Una revisión sistemática Cochrane ha mostrado que las terapias psicológicas (incluidas la terapia cognitivo-conductual, la terapia dialéctica conductual, la terapia interpersonal y la psicoterapia dinámica intensiva a corto plazo) añadidas a la atención habitual (con antidepresivos) pueden ser beneficiosas para los síntomas depresivos y para las tasas de respuesta y remisión a corto plazo (hasta seis meses) en pacientes con depresión resistente al tratamiento. Los efectos a medio (7-12 meses) y largo plazo (más de 12 meses) parecen igualmente beneficiosos. Las terapias psicológicas añadidas a la atención habitual (antidepresivos) parecen tan aceptables como la atención habitual sola.

## Resultados
La depresión resistente al tratamiento se asocia a más casos de recaída que la depresión que responde al tratamiento. Un estudio demostró que hasta el 80% de las personas con depresión resistente al tratamiento que necesitaron más de un ciclo de tratamiento recayeron en el plazo de un año. La depresión resistente al tratamiento también se ha asociado a una menor calidad de vida a largo plazo. Otro estudio observó que solo 8 de 124 pacientes estaban en remisión tras dos años de tratamiento estándar de la depresión.